# Мария Виндиш-Грец
Мария Габриэла Эрнстина Александра Ви́ндиш-Грец (нем. Marie von Windisch-Grätz; 11 декабря 1856, Вена — 9 июля 1929, Людвигслюст) — принцесса Виндиш-Грец, археолог-любитель, в замужестве принцесса Мекленбург-Шверинская. 

## Биография
Принцесса родилась в семье принца Гуго Виндиш-Грец и принцессы Луизы Мекленбург-Шверинской.
5 мая 1881 года Мария вышла замуж за герцога Мекленбургского Пауля Фридриха. Он был вторым сыном великого герцога Фридриха Франца II и его первой жены Августы Рейсской. Таким образом, супруги приходились друг другу двоюродными братом и сестрой. Они были внуками великого герцога Пауля Фридриха Мекленбург-Шверинского и его жены Александрины Прусской.
После свадьбы семья стала проживать в Венеции, где у них родилось пятеро детей:
- Пауль Фридрих Карл Александр Михаэль Гуго (1882—1904)
- Мария Луиза (1883–1883)
- Мария Антуанетта Маргарита Матильда (1884—1944)
- Генрих Борвин (1885—1942) — трижды был женат.
- Иосиф (1889–1889)

Мария занималась археологией и принимала участие в раскопках на территории Австрии. Некоторые из её находок до сих пор хранятся в Гарварде и Оксфорде.
Принцесса умерла 9 июля 1929 года, пережив троих из пяти детей и мужа.